# Bruno Bilotta
Bruno Bilotta (Roma, 19 dicembre 1959) è un attore italiano.

## Biografia
Romano d'origine calabrese, si diploma presso l'istituto d'arte drammatica Fersen, quindi perfeziona i suoi studi con Dominique De Fazio (membro a vita dell'Actors Studio) e in seguito con Ivana Chubbuck.
Inizia la sua carriera nel cinema partecipando, fra il 1986 e il 1997, ai film come Troppo forte di e con Carlo Verdone e 7 chili in 7 giorni, di nuovo con Carlo Verdone e Renato Pozzetto, Pacco, doppio pacco e contropaccotto di Nanni Loy e Fuochi d'artificio di e con Leonardo Pieraccioni.
Nello stesso periodo lavora anche per la televisione: per Nanni Loy recita in Gioco di società e in A che punto è la notte, con Marcello Mastroianni, ma partecipa a molte altre produzioni nazionali, come La piovra 5 di Luigi Perelli, Ama il tuo nemico di Damiano Damiani e Professione fantasma, dove interpreta il ruolo di coprotagonista al fianco di Massimo Lopez.
Non mancano infine le collaborazioni con produzioni internazionali, come Mosè, con Ben Kingsley, e Double Team - Gioco di squadra, con Mickey Rourke e Jean-Claude Van Damme. A teatro interpreta Porcile di Pier Paolo Pasolini presso l'Academy of Arts di Berlino e Troilo e Cressida di William Shakespeare.
Fra il 1997 e il 2007 lavora spesso in film del regista Renzo Martinelli, come Porzûs, Vajont, Piazza delle Cinque Lune, Il mercante di pietre e Carnera - The Walking Mountain. Collabora inoltre a molte altre importanti produzioni sia italiane, come I giudici - Excellent Cadavers di Ricky Tognazzi, che internazionali, come Titus, con Anthony Hopkins.
Per la televisione partecipa a numerose serie di successo, come La squadra, Distretto di Polizia, Amanti e segreti, Roma, R.I.S. - Delitti imperfetti e Provaci ancora prof!. Per il teatro partecipa, fra le altre cose, a Uomini stregati dalla luna di Pino Ammendola.
Nel 2010 prende parte a The Tourist, con Johnny Depp e Angelina Jolie, e nel 2017 ad American Assassin, con Michael Keaton.

## Filmografia

### Cinema
- Troppo forte, regia di Carlo Verdone (1986)
- 7 chili in 7 giorni, regia di Luca Verdone (1986)
- Dèmoni 2... L'incubo ritorna, regia di Lamberto Bava (1986)
- The Black Cobra, regia di Stelvio Massi (1986)
- Urban Warriors, regia di Giuseppe Vari (come Joseph Warren) (1987)
- Black Cobra 4 - Detective Malone, regia di Bob Collins (1990)
- 18 anni tra una settimana, regia di Luigi Perelli (1991)
- Pacco, doppio pacco e contropaccotto, regia di Nanni Loy (1993)
- Double Team - Gioco di squadra, regia di Tsui Hark (1997)
- Fuochi d'artificio, regia di Leonardo Pieraccioni (1997)
- Porzûs, regia di Renzo Martinelli (1997)
- I giudici - Excellent Cadavers, regia di Ricky Tognazzi (1999)
- Un uomo perbene, regia di Maurizio Zaccaro (1999)
- Vajont, regia di Renzo Martinelli (2001)
- I banchieri di Dio - Il caso Calvi, regia di Giuseppe Ferrara (2002)
- Titus, regia di Julie Taymor (2002)
- Piazza delle Cinque Lune, regia di Renzo Martinelli (2003)
- La setta dei dannati, regia di Brian Helgeland (2003)
- Concorso di colpa, regia di Claudio Fragasso (2005)
- Il mercante di pietre, regia di Renzo Martinelli (2005)
- Carnera - The Walking Mountain, regia di Renzo Martinelli (2008)
- Cacao, regia di Luca Rea (2010)
- The Tourist, regia di Florian Henckel von Donnersmarck (2010)
- Abbraccialo per me, regia di Vittorio Sindoni (2016)
- American Assassin, regia di Michael Cuesta (2017)
- La rosa velenosa, regia di George Gallo, Francesco Cinquemani e Luca Giliberto (2019)
- The tracker, regia di Giorgio Serafini (2019)
- Medium, regia di Massimo Paolucci (2021)
- The Equalizer 3 - Senza tregua (The Equalizer 3), regia di Antoine Fuqua (2023)
- Mafia Mamma, regia di Catherine Hardwicke (2023)
- Assassin Club, regia di Camille Delamarre (2023)
- Milarepa, regia di Louis Nero (2025)

### Televisione
- Quer pasticciaccio brutto de via Merulana, regia di Piero Schivazappa – miniserie TV (1983)
- Professione vacanze, regia di Vittorio De Sisti – serie TV, episodio A qualcuno piace il calcio (1987)
- Fun jump, regia di Stefania Casini (1988)
- Gioco di società, regia di Nanni Loy (1989)
- Vincere per vincere, regia di Stefania Casini – film TV (1990)
- La piovra 5 - Il cuore del problema, regia di Luigi Perelli – miniserie TV (1990)
- Cambiamento d'aria, regia di Gian Pietro Calasso (1991)
- L'avvoltoio sa attendere, regia di Gian Pietro Calasso (1991)
- Capitan Cosmo, regia di Carlo Carlei – film TV (1991)
- L'uomo dei guanti, regia di Cristiano Bortone (1992)
- Passioni, regia di Fabrizio Costa – soap opera (1993)
- A che punto è la notte, regia di Nanni Loy – miniserie TV (1993)
- Mosè, regia di Roger Young – miniserie TV (1995)
- Addio e ritorno, regia di Rodolfo Roberti (1995)
- La signora della città, regia di Beppe Cino – miniserie TV (1996)
- Occhio di falco – serie TV (1996)
- Il quarto re, regia di Stefano Reali – film TV (1997)
- Professione fantasma – serie TV (1998)
- Paradiso per tre, regia di Alessandro Capone (1998)
- Ama il tuo nemico, regia di Damiano Damiani – miniserie TV (1999)
- Avvocato Porta – serie TV (1999)
- Una donna per amico – serie TV (2000)
- Incantesimo, regia di Alessandro Cane, Tomaso Sherman – soap opera (2000)
- Tequila & Bonetti – serie TV (2000)
- La squadra – serie TV (2001)
- Casa famiglia – serie TV (2002)
- Distretto di Polizia – serie TV, episodio 4x09 (2003)
- Attenti a quei tre, regia di Rossella Izzo – miniserie TV (2004)
- Amanti e segreti – serie TV (2004)
- La bambina dalle mani sporche, regia di Renzo Martinelli – film TV (2005)
- Distretto di Polizia – serie TV, episodio 5x22 (2005)
- Una famiglia in giallo – serie TV (2005)
- Sospetti – serie TV (2005)
- Carabinieri – serie TV (2005)
- Empire, regia di Kim Manners – miniserie TV (2005)
- Butta la luna – serie TV (2005)
- R.I.S. - Delitti imperfetti – serie TV, episodio 2x15 (2006)
- Roma (Rome) – serie TV (2006)
- Provaci ancora prof! 2 – serie TV (2006)
- Il capitano 2 – serie TV (2006)
- Roma (Rome) – serie TV, episodio 2x03 (2007)
- Carnera - Il campione più grande, regia di Renzo Martinelli – film TV (2008) - uscito al cinema con il titolo Carnera - The Walking Mountain
- La nuova squadra – serie TV (2008)
- Il bene e il male – serie TV (2009)
- R.I.S. Roma - Delitti imperfetti – serie TV, episodio 1x11 (2010)
- Tutti per Bruno – serie TV (2010)
- Don Matteo – serie TV (2010)
- Ho sposato uno sbirro 2 – serie TV (2010)
- Cugino & cugino – serie TV (2011)
- R.I.S. Roma - Delitti imperfetti – serie TV, episodio 2x14 (2011)
- Provaci ancora prof! 3 – serie TV (2011)
- Arne Dahl: Europa blues, regia di Niklas Ohlsson, Mattias Ohlsson (2011)
- Cesare Mori - Il prefetto di ferro, regia di Gianni Lepre – miniserie TV (2012)
- Il restauratore – serie TV (2013)
- Super Italian Family, regia di Rosario Galli, Daniele Esposito (2016)
- Those About to Die, regia di Roland Emmerich e Marco Kreuzpaintner – miniserie TV, 7 episodi (2024)
- Maria Corleone – serie TV, episodi 2x05-2x06 (2025)

## Teatro
- Troilo e Cressida di William Shakespeare, regia di Giancarlo Cobelli (1993)
- Porcile di Pier Paolo Pasolini, regia di Federico Tiezzi (1994)
- Uomini stregati dalla luna, regia di Pino Ammendola, Nicola Pistoia (2000)
- Uomini targati Eva, regia di Pino Ammendola, Nicola Pistoia (2001)
- Carabinieri si nasce, regia di Pino Ammendola (2005)